# Квасников, Иридий Александрович
Иридий Александрович Квасников (1 декабря 1929, Москва — 2 июня 2018, там же) — советский и российский учёный-физик, преподаватель Московского государственного университета имени М. В. Ломоносова, «Заслуженный преподаватель МГУ» (1997), кандидат физико-математических наук (1958).
Автор четырёхтомного учебного пособия «Термодинамика и статистическая физика», за которое удостоен Премии имени М. В. Ломоносова.

## Биография
Окончил АМУ при МГК им. П. И. Чайковского по классу фортепиано (1946—1953), а в 1954 году — физический факультет Московского государственного университета имени М. В. Ломоносова.
В 1958 году получил ученую степень кандидата физико-математических наук. Тема кандидатской диссертации — «Применение вариационного принципа в задачах статистической физики», научный руководитель — Н. Н. Боголюбов.
С 1962 года являлся ведущим лектором и преподавателем по курсу «Термодинамика и статистическая физика» для студентов 4-го года обучения на физическом факультете МГУ. Также ведущий лектор и преподаватель по курсу квантовой статистики для студентов-теоретиков 5-го года обучения.
С 1966 года являлся доцентом кафедры квантовой статистики и теории поля физического факультета МГУ.
В 1992 году И. А. Квасников стал лауреатом Ломоносовской премии «За создание уникального курса лекций и учебного пособия по статистической физике и термодинамике». Эта премия была вручена впервые.
В 1997 году был удостоен звания «Заслуженный преподаватель МГУ».

## Основные труды

### Курс «Термодинамика и статистическая физика»
Трёхтомное издание курса по термодинамике и статистической физике является переработанным материалом двух книг 1987 и 1991 годов: И. А. Квасников. «Термодинамика и статистическая физика. Теория неравновесных систем» (М.: Издательство МГУ, 1987. 560 с.) и И. А. Квасников. «Термодинамика и статистическая физика. Теория равновесных систем» (М.: Издательство МГУ, 1991. 800 с.), при этом второй том представляет собой второй раздел учебного пособия по теории равновесных систем — выделение в отдельный том последовало после исправления, переработки и дополнения издания 1991 года, что повлекло увеличение объёма.. Курс дополнен в 2014 году четвёртым томом.
- Квасников И. А. Термодинамика и статистическая физика. Т. 1: Теория равновесных систем. Термодинамика. — Изд.3-е, перераб. — М.: Книжный дом «Либроком»/URSS, 2012. — 328 с. — ISBN 978-5-397-02841-7
- Квасников И. А. Термодинамика и статистическая физика. Т. 2: Теория равновесных систем: Статистическая физика. — Изд. стереотип. — М.: URSS, 2016. — 432 с. — ISBN 978-5-354-01526-9
- Квасников И. А. Термодинамика и статистическая физика. Т. 3: Теория неравновесных систем. — Изд. стереотип. — М.: URSS, 2016. — 448 с. — ISBN 978-5-354-01528-3
- Квасников И. А. Термодинамика и статистическая физика. Т. 4: Квантовая статистика. — Изд. стереотип. — М.: КомКнига/URSS, 2014. — 352 с. — ISBN 978-5-484-01335-7

В 1992 году Ученый совет МГУ расширил тематику присуждаемых Ломоносовских премий, включив в число претендентов наряду с авторами научных работ также и авторов учебных пособий. Первое издание двухтомного курса стало первым учебным пособием, удостоенным этой премии с формулировкой «за создание уникального курса лекций и учебного пособия по статистической физике и термодинамике».

### Другие труды
- Квасников И. А. Молекулярная физика. — Изд.2-е, испр и доп. — М.: Книжный дом «Либроком»/URSS, 2013. — 304 с. — ISBN 978-5-397-03549-1
- Квасников И. А. Введение в теорию электропроводности и сверхпроводимости. — Изд. стереотип. — М.: Книжный дом «Либроком»/URSS, 2016. — 216 с. — ISBN 978-5-397-05286-3
- Квасников И. А. Введение в теорию идеального и неидеального бозе-газа. — М.: Ленанд/URSS, 2014. — 240 с. — ISBN 978-5-9710-0903-0
- Квасников И. А. Квантовая статистика. — М.: Красанд/URSS, 2011. — 576 с. — ISBN 978-5-396-00339-2
- Теория флуктуаций, брауновское движение и вопросы теории случайных процессов [Текст] : Курс лекций и упражнений / Моск. гос. ун-т им. М. В. Ломоносова. Науч.-исслед. ин-т ядерной физики. Физ. фак. — Москва : Изд-во Моск. ун-та, 1977. — 180 с. : ил.; 20 см.
- Двухвременной температурный формализм в теории нормальных ферми-систем [Текст] / И. А. Квасников, В. Д. Озрин, В. П. Олейников. — Киев : [б. и.], 1969-. — 21 см. — (АН УССР. Институт теоретической физики; ИТФ-69-62).
- Введение в термодинамическую теорию квазистатических процессов / И. А. Квасников; МГУ им. М. В. Ломоносова, НИИ ядер. физики, Физ. фак. — М. : Изд-во МГУ, 1986 (1987). — 283 с. : ил.; 20 см.

### Статьи
- И. А. Квасников. О применении вариационного принципа в изинговской модели ферромагнетика // ДАН СССР. — 1956. — Т. 110, № 5. — С. 755—757.
- И. А. Квасников. О применении вариационного принципа к изинговской модели антиферромагнетика // ДАН СССР. — 1957. — Т. 113, № 3. — С. 544—547.
- И. А. Квасников. К применению вариационного принципа в задачах о бинарном сплаве к изинговской системе // ДАН СССР. — 1957. — Т. 113, № 4. — С. 777—779.
- И. А. Квасников. Применение вариационного принципа в новом методе теории сверхпроводимости // ДАН СССР. — 1958. — Т. 119, № 3. — С. 475—477.
- И. А. Квасников. Применение вариационного принципа в теории сверхпроводимости // ДАН СССР. — 1958. — Т. 119, № 4. — С. 675—677.
- И. А. Квасников, В. В. Толмачев. Об одном вариационном принципе в статистической задаче многих тел // ДАН СССР. — 1958. — Т. 120, № 2. — С. 273—276.
- И. А. Квасников. Применение вариационного принципа к нахождению уравнения состояния неидеального классического газа // Науч. докл. высш. шк. Физ.-мат. науки. — 1958. — № 3. — С. 165—168.
- И. А. Квасников. Применение вариационного принципа к антиферромагнитной системе и моделям ферритов // Науч. докл. высш. шк. Физ.-мат. науки. — 1958. — № 5. — С. 91—101.
- И. А. Квасников. Применение статистического вариационного принципа к невырожденным квантовым системам // Исследования по физике и радиотехнике. Труды ин-та (Моск. физ.-техн. ин-т). — 1959. — Вып. 4. — С. 121—130.